# حي نوفمبر (المكلا)
حي نوفمبر هو أحد أحياء مدينة المكلا في محافظة حضرموت اليمنية. يبلغ تعداد سكانه 18095 نسمة حسب التعداد السكاني في اليمن لعام 2004.